# Strata hungarica
Strata hungarica, auch Ungarnstraße ist die Bezeichnung für einen Handelsweg in den pannonischen Raum, der bereits seit vorgeschichtlicher Zeit durch das Grazer Feld nach dem Osten führt. Vermutlich ist auch die Entstehung von Graz als Marktplatz an dieser Straße begünstigt worden. 
Sie führte vom Westen kommend durch die Murtore in die Stadt Graz, dann über den nördlichen Teil des Hauptplatzes in die Sporgasse und durch diese zum Paulustor weiter nach Graz St. Leonhard, wo der Weg durch das Stiftingtal abzweigte und erreichte jenseits der Wasserscheide bei Eggersdorf, wo sich einst eine Zollstätte befand, das Raabtal. In römischer Zeit ist dieser Weg als Verbindung nach Savaria/Steinamanger/Szombathely fassbar und wird um 1128/1129 als strata hungarica bei Hartberg bezeugt. 
Für die Erhaltung und Reparationen wurden immer wieder die Bewohner entlang der Straße herangezogen, wie Abrechnungen aus dem 16. Jahrhundert belegen. So suchten noch anno 1780 Hausbesitzer in der Grazer Schörgelgasse und in Waltendorf um Befreiung von der „Hungarischen Straßenrobot“ an, wurden aber abgewiesen.
Die Ungarische Straße, eine ehemalige Reichsstraße, gehört seit 1921 zum Netz der Bundesstraßen in Österreich. Seit 1971 wird sie als Gleisdorfer Straße bezeichnet.